# Challenger de Anning 2018

El torneo Kunming Open 2018 fue un torneo profesional de tenis. Pertenece al ATP Challenger Series 2018 y de los Torneos WTA 125s en 2018. Se disputar sobre superficie tierra batida, en Anning, China entre el 23 al el 39 de abril de 2018 para los hombres y del 30 de abril al 5 de mayo para las mujeres.

## Jugadores participantes del cuadro de individuales
| Favorito | País                     | Jugador             | Rank1 | Posición en el torneo |
| -------- | ------------------------ | ------------------- | ----- | --------------------- |
| 1        | Bandera de Canadá        | Vasek Pospisil      | 77    | Segunda ronda         |
| 2        | Bandera de Rusia         | Yevgueni Donskoi    | 87    | Primera ronda         |
| 3        | Bandera de Australia     | Jordan Thompson     | 99    | Semifinales           |
| 4        | Bandera de la India      | Ramkumar Ramanathan | 116   | Primera ronda         |
| 5        | Bandera de Francia       | Quentin Halys       | 118   | Primera ronda         |
| 6        | Bandera de Francia       | Calvin Hemery       | 130   | Segunda ronda         |
| 7        | Bandera de Australia     | Alex Bolt           | 177   | Primera ronda         |
| 8        | Bandera de Corea del Sur | Kwon Soon-woo       | 208   | Cuartos de final      |

- 1 Se ha tomado en cuenta el ranking del 16 de abril de 2018.

### Otros participantes
Los siguientes jugadores recibieron una invitación (wild card), por lo tanto ingresan directamente al cuadro principal (WC):
- Bai Yan
- Li Yuanfeng
- Wang Ruikai
- Wang Ruixuan

Los siguientes jugadores ingresan al cuadro principal tras disputar el cuadro clasificatorio (Q):
- Sriram Balaji
- Chung Yun-seong
- Sasikumar Mukund
- Vishnu Vardhan

### Individuales femenino
| Tenista          | Ranking | Preclasificada |
| Peng Shuai       | 42      | 1              |
| Wang Yafan       | 86      | 2              |
| Yanina Wickmayer | 98      | 3              |
| Zheng Saisai     | 124     | 4              |
| Dalila Jakupović | 130     | 5              |
| Carol Zhao       | 138     | 6              |
| Han Xinyun       | 150     | 7              |
| Liu Fangzhou     | 179     | 8              |

- Ranking del 23 de abril de 2018

### Dobles Masculino
| Tenista                            | Ranking | Preclasificada |
| Dalila Jakupović Irina Khromacheva | 124     | 1              |
| Han Xinyun Ye Qiuyu                | 233     | 2              |
| Jiang Xinyu Tang Qianhui           | 244     | 3              |
| Prarthana Thombare Xun Fangying    | 330     | 4              |

## Campeones

### Individual Masculino
- Prajnesh Gunneswaran derrotó en la final a  Mohamed Safwat, 5-7, 6-3, 6-1

### Individuales femeninos
- Irina Khromacheva derrotó en la final a  Zheng Saisai, 3–6, 6–4, 7–6(7–5)

### Dobles Masculino
- Aliaksandr Bury /  Lloyd Harris derrotaron en la final a  Gong Maoxin /  Zhang Ze, 6–3, 6–4

### Dobles femenino
- Dalila Jakupović /  Irina Khromacheva derrotaron en la final a  Guo Hanyu /  Sun Xuliu, 6–1, 6–1